# Stichopathes contorta
Stichopathes contorta är en korallart som beskrevs av Thomson och Simpson 1905. Stichopathes contorta ingår i släktet Stichopathes och familjen Antipathidae. Inga underarter finns listade i Catalogue of Life.